# Безіменне місто
Безіменне місто (англ. The Nameless City) — коротке оповідання жахів, написане американським письменником Говардом Лавкрафтом у січні 1921 року і вперше опубліковане в листопадовому номері журналу аматорської преси «The Wolverine» за 1921 рік. Часто вважається першим оповіданням у світі міфів Ктулху. За сюжетом, головний герой вирушає до середини Аравійської пустелі, щоб дослідити стародавнє підземне місто.

## Сюжет
Оповідач від першої особи, археолог, наближається до міста без назви, яке лежить перед ним «напівзруйноване і мовчазне» в «глибині Аравійської пустелі» в холодному місячному світлі і яке здається йому проклятим. Місто, якого уникають араби та шейхи, як кажуть, було майже приховане пісками віків ще до заснування Мемфіса та Вавилона. Він згадує слова божевільного араба Абдул Альхазреда: «Не мертве те, що вічно пробуває, / А з вічністю, бува, і смерть сама вмирає».
Лише на світанку він потрапляє до загубленого міста і довго блукає серед його залишків, помічаючи дивні і тривожні архітектурні пропорції. Наступного дня він продовжує свою експедицію по завалах, знаходить засипаний піском вхід і відкриває підземний храм, занадто низький, щоб ходити прямо, з простими символами і примітивними вівтарями, які змушують його замислитися над тим, чи могла якась раса практикувати там жахливі обряди.

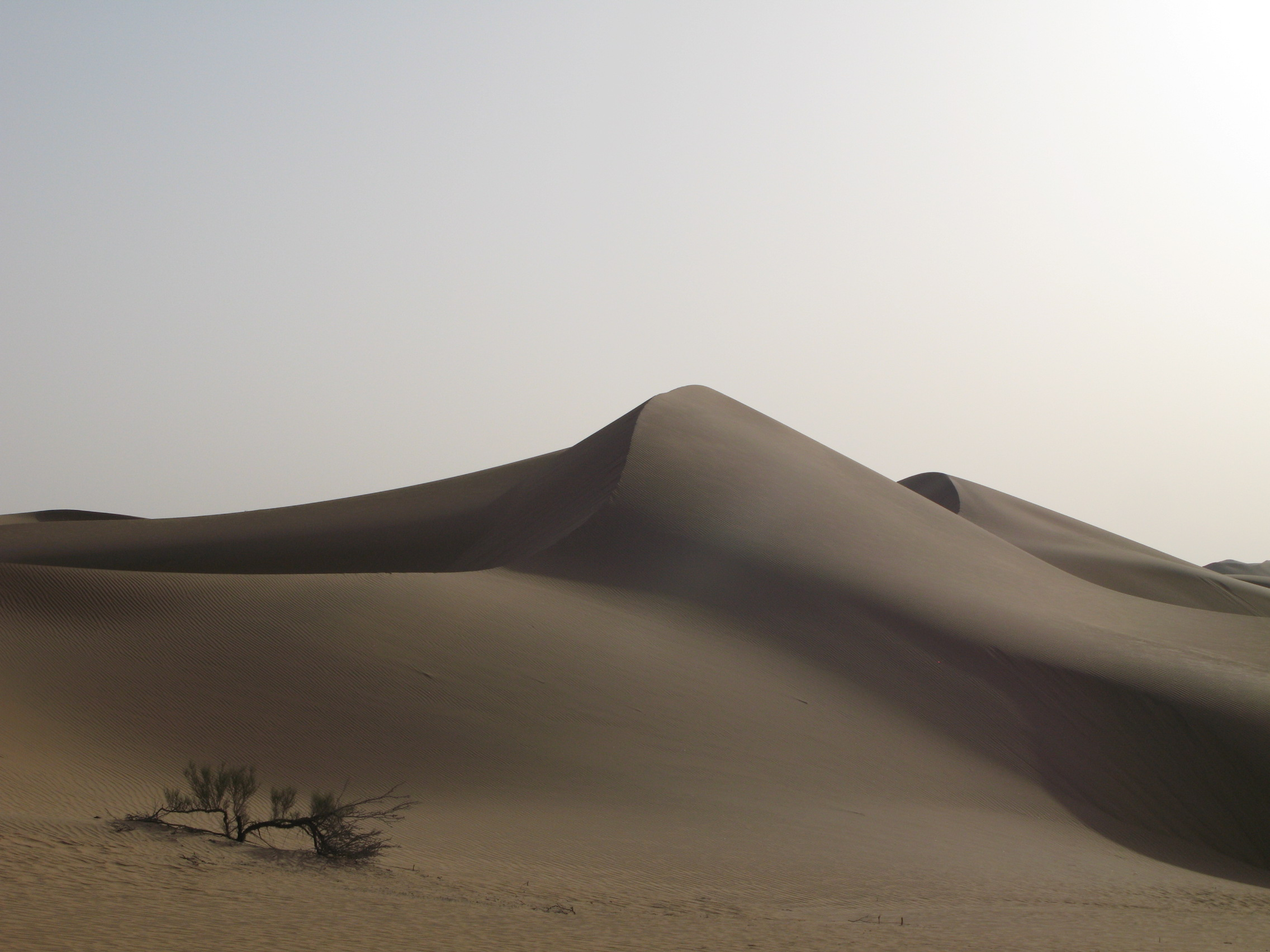
Піщана пустеля Аравійського півострова

Попри сутінки, він затримується в моторошному зруйнованому місті і помічає трохи більший храм, вхід до якого не так засипаний, як в інших культових спорудах, через те, що вітер здіймає пісок, який, здається, виривається з розколини в скелі. Він заходить до темної кімнати, помічає сліди розпису, зробленого, ймовірно, давньою расою, і виявляє вузький тунель, що веде в глибину. Крутими сходами, що здаються нескінченними, він досягає низького проходу, через який проштовхується. Він спускається далі і помічає, що його смолоскип згас, в той час, як на думку спадають афоризми Альхазреда, рядки з «Образу світу» Вальтера Мецського та інші уривки, і він цитує лорда Дунсані і Томаса Мура. У темряві він входить до коридору, на стінах якого помічає схожі на труни дерев'яні ящики зі скляними фасадами, обриси яких він може розрізнити завдяки фосфоресценції, що повільно стає видимою. Слідуючи за проблиском світла, він перетинає вузький коридор і потрапляє до багато прикрашеної зали з серією настінних розписів. У ящиках він бачить муміфікованих істот у дорогоцінних шатах, з гротескними формами рептилій, які то нагадують крокодилів, то тюленів, і здаються некласифікованими. Він вважає, що бачить на фресках історію цих істот, яка описує війни, культурний підйом вище рівня Єгипту та Халдеї і, врешті-решт, занепад, але вважає це алегоричним зображенням і думає про капітолійську вовчицю. Окрім занепаду, його турбує зростаюча жорстокість до зовнішнього світу та фізична атрофія людей, яких, здається, представляють «священні рептилії». В кінці коридору він досягає дверного отвору, який, на диво, не веде до іншої кімнати, але відкриває вид на нескінченне сяйво, ніби «дивишся з вершини Евересту на море осяяного сонцем туману».
У якийсь момент він помічає дивний звук, який стає все гучнішим і гучнішим і, разом з ревінням бурі, закінчується пронизливим виттям. Буря стає настільки сильною, що він чіпляється за землю, щоб його не змело в «сяючу безодню», бурмочучи собі під ніс пісню божевільного араба. Пізніше він не знає, «який ангел пекла» «повернув його до життя», але пам'ятає, що какофонія набула мовних форм і що він чув прокльони. Перед сяючою безоднею він побачив орду «дияволів, що мчать… … раси, яку ніхто не може помилитися — повзучих рептилій міста без назви».

## Навіяння
Лавкрафт говорив, що в основі оповідання лежить сон, який, своєю чергою, був натхненний останнім рядком оповідання лорда Дансані «Ймовірна пригода трьох літераторів», що цитується в самому оповіданні: «беззвучна чорнота безодні».
Іншим ідентифікованим джерелом є 9-те видання Британської енциклопедії, опис «Іраму, міста стовпів» (англ. Irem, the City of Pillars) якого він скопіював до своєї простонародної книги: «яке все ще, після знищення його мешканців, залишається цілим, як кажуть араби, невидимим для звичайних очей, але час від часу, через рідкісні проміжки часу, відкривається якомусь прихильному до нього мандрівникові».
Критик Вільям Фулвілер стверджує, що книга Едгара Райса Берроуза У ядрі Землі була одним з основних джерел натхнення Лавкрафта для «Безіменного міста», називаючи «расу рептилій, тунель до надр землі та „прихований світ вічного дня“» елементами, спільними для обох оповідань. Загалом, Фулвілер припускає, що тема «інопланетних рас, могутніших і розумніших за людину», яка часто повторюється у творах Лавкрафта, може походити з пеллусідарських оповідань Берроуза. Однак обидва письменники спиралися на вже існуючу і величезну літературу оповідань і романів про «загублене місто».

## Критика
Оповідання, яке Лавкрафт високо цінував, було відхилене багатьма журналами і після публікації в листопаді 1921 року не було надруковане знову до осені 1936 року, незадовго до його смерті, в напівпрофесійному журналі Fanciful Tales, що, на думку Джоші, можна пояснити його низькою якістю. Як і інші ранні твори Лавкрафта, його значення полягало більше в тому, що він вказував на майбутнє: Десять років потому Лавкрафт повернувся до цього сценарію в «Горах божевілля» (англ. Fanciful Tales), давши більш зрозуміле обґрунтування аномальних істот з інопланетним походженням. У його пізніших творах також повторюються спроби пояснення вченого, який відчайдушно намагається переконати себе в тому, що зображені істоти є лише символічними.
З його перегрітою мовою, абсурдами та нелогічним розвитком сюжету, оповідь не здається йому добре продуманою. Наприклад, залишається незрозумілим, звідки з'являються істоти, оскільки в тексті немає жодних посилань ні на земний регіон доісторичної епохи, ні на чужу планету. Настільки ж незрозуміло, за словами Джоші, як істоти прийшли до своєї складеної форми, яка лежить поза межами еволюції живих істот, або як вони могли продовжувати існувати в глибинах землі. Оповідач від першої особи, який не одразу розуміє, що вони самі побудували місто, справляє тупе враження.
Для Марко Френшковського, з іншого боку, Лавкрафт зумів вирвати власні грані з часто оброблюваної теми — архаїчні монстри, що виживають у зруйнованому місті — і створити щось нове завдяки унікальній мовній конденсації та сублімації, в тому числі безіменності міста. Цікавість читача, таким чином, привертає атмосфера та екзотичність істот, що вижили в глибинах, тоді як доля людини-спостерігача не має значення.
Август Дерлет описує місто без назви у своєму оповіданні «Хранитель ключа» (англ. The Keeper of the Key) 1951 року. У своєрідному продовженні оповідання двоє його героїв вирушають у місто, яке за описами схоже з Лавкрафтовим безіменним, щоб дізнатися більше таємниць міфу про Ктулху.